# Đài Truyền hình Quốc gia Lào
Đài Truyền hình Quốc gia Lào (LNTV) là hãng truyền hình quốc gia của Lào.

## Lịch sử
Đài truyền hình Lào được thành lập vào ngày 01 tháng 12 năm 1983 như một phần của Đài phát thanh truyền hình Lào với thời gian phát sóng 3 giờ 19:00-22:00 mỗi ngày và phát sóng độc quyền tại thủ đô Viêng Chăn với 8 Kênh.
Năm 1993, LDPA đã nhận được một khoản tài trợ từ Tổng công ty phát thanh truyền hình Thái Lan để mở các đài truyền hình ở các tỉnh và thay đổi số kênh từ 8 thành 9.
Vào ngày 1 tháng 1 năm 2013, thời lượng phát sóng được kéo dài từ 2:30 chiều đến 4:00 chiều và buổi tối từ 16:00 tối đến 23:00. Và ngày 1 tháng 12 năm 2016 đã kéo dài giờ phát sóng của đài đến 05:00 chiều bằng cách mở rộng chương trình phát sóng của New Dawn News.

## Kênh
| Tên | Tần số                                                                                        | Lần đầu phát sóng | Thời gian phát sóng | Số chương trình 1 tuần | Websites                                                                      |
| --- | --------------------------------------------------------------------------------------------- | ----------------- | ------------------- | ---------------------- | ----------------------------------------------------------------------------- |
| LNTV1 | VHF 9                                                                                         | 1983              | 05:00-23:00         | 50                     | http://www.lntv.gov.la/                                                       |
| LNTV3 | UHF 33                                                                                        | 1994              | 05:00-23:00         | 43                     | http://www.lntv.gov.la/                                                       |
| Lao Star |                                                                                               | 2006              | 24 giờ              |                        | http://www.laostartv.la/ Lưu trữ ngày 28 tháng 1 năm 2019 tại Wayback Machine |
| TV LAO |                                                                                               | 2013              | 24 giờ              |                        | http://ww1.tvlao.tv/ Lưu trữ ngày 1 tháng 2 năm 2019 tại Wayback Machine      |
| LAO PSTV |                                                                                               | 2012              | 24 giờ              |                        | http://laopstv.com/                                                           |
| MV Lao |                                                                                               | 2010              | 24 giờ              |                        | http://mvlao.com/ Lưu trữ ngày 11 tháng 2 năm 2018 tại Wayback Machine        |
| Provincial LNTV Attapeu LNTV Bokeo LNTV Borikhamsai LNTV Champassak LNTV Houaphan LNTV Khammouane LNTV Luangnamtha LNTV Luangprabang LNTV Oudomxai LNTV Phongsali LNTV Saiyabouli LNTV Saravane LNTV Savannakhet LNTV Sekong LNTV Xiengkhouang | Various VHF 7 VHF 5 VHF 8 VHF 11 VHF 8 VHF 6 VHF 9 VHF 8 VHF 7 VHF 8 VHF 5 VHF 12 VHF 9 VHF 8 | 2001              | Đa dạng theo tỉnh   | Không xác định         |                                                                               |